# Sakraul
Sakraul (nepalski: सक्रौल) – gaun wikas samiti w środkowej części Nepalu  w strefie Dźanakpur w dystrykcie Sarlahi. Według nepalskiego spisu powszechnego z 2001 roku liczył on 557 gospodarstw domowych i 3657 mieszkańców (1734 kobiet i 1923 mężczyzn).